# Det vietnamesiske køkken
Vietnamesisk madlavning har i grunden samme rødder som thailandsk og kinesisk madlavning, men med en stor indflydelse fra franske kolonister. Umiddelbart minder vietnamesisk mad om kinesisk mad, bortset fra at man bruger fiskesovs snarer end sojasovs. Den thailandske indflydelse ses primært i nogle af de krydderurter der bruges – citrongræs, lime og kafirlimeblade. Vietnameserne har også deres egne buddhistiske vegetarretter.
Nước chấm er den traditionelle vietnamesiske sovs, som stort set al mad kan dyppes i. Sovsen er lavet af fiskesovs, chilier og lime eller citronsaft, og findes altid på et vietnamesisk middagsbord.
Fransk-vietnamesiske sandwicher, bánh mì, er også meget populære i Vietnam som frokost eller hurtigmad, og består af franske flutes og vietnamesiske kødretter.
I vesten er såkaldt vietnamesisk mad ofte lige så populært som kinesisk mad. I mange tilfælde bruges "vietnamesisk" og "kinesisk" i samme betydning i vestlige restauranter – kantonesisk mad, der er blevet ændret til et vestligt publikum. Der findes ind imellem autentiske vietnamesiske restauranter, dog mest i chinatowns.
Kendte vietnamesiske retter omfatter blandt andet:
- Forårsruller (Gỏi cuốn)
- Bøfnudler (Phở) som spises til morgenmad i Nordvietnam
- Cơm tấm, ristede svinekødsstrimler med ris
- Cà phê sữa đá, en meget stærk kaffe, meget lig tyrkisk kaffe (dog endnu stærkere). Servers typisk med kondenseret mælk, sukker og isterninger